# Kihnu
Kihnu es una isla en el mar Báltico. Con un área de 16,4 km², es la isla más grande del golfo de Riga y la séptima en tamaño de Estonia. La isla pertenece al condado de Pärnu de Estonia. Conjuntamente con las islas aledañas, constituyen el municipio de Kihnu, la más pequeña municipalidad del condado con un área de 16,8 km².
639 personas vivían en Kihnu en 2004. La isla tiene cuatro villas principales: Lemsi, Linaküla, Rootsiküla y Sääre. Para llegar a Kihnu, es posible tomar una aeronave o un ferry desde Pärnu, o por encima del hielo en algunos inviernos.
El espacio cultural de Kihnu fue proclamada en 2003 e inscrita en 2008 en la Lista representativa del Patrimonio Cultural Inmaterial de la Humanidad.

## Clima
| Parámetros climáticos promedio de Kihnu | Parámetros climáticos promedio de Kihnu | Parámetros climáticos promedio de Kihnu | Parámetros climáticos promedio de Kihnu | Parámetros climáticos promedio de Kihnu | Parámetros climáticos promedio de Kihnu | Parámetros climáticos promedio de Kihnu | Parámetros climáticos promedio de Kihnu | Parámetros climáticos promedio de Kihnu | Parámetros climáticos promedio de Kihnu | Parámetros climáticos promedio de Kihnu | Parámetros climáticos promedio de Kihnu | Parámetros climáticos promedio de Kihnu | Parámetros climáticos promedio de Kihnu |
| Mes                                     | Ene.                                    | Feb.                                    | Mar.                                    | Abr.                                    | May.                                    | Jun.                                    | Jul.                                    | Ago.                                    | Sep.                                    | Oct.                                    | Nov.                                    | Dic.                                    | Anual                                   |
| --------------------------------------- | --------------------------------------- | --------------------------------------- | --------------------------------------- | --------------------------------------- | --------------------------------------- | --------------------------------------- | --------------------------------------- | --------------------------------------- | --------------------------------------- | --------------------------------------- | --------------------------------------- | --------------------------------------- | --------------------------------------- |
| Temp. máx. abs. (°C)                    | 8.1                                     | 6.4                                     | 15.0                                    | 23.9                                    | 29.3                                    | 30.6                                    | 31.8                                    | 31.7                                    | 26.6                                    | 19.3                                    | 12.5                                    | 9.3                                     | 31.8                                    |
| Temp. máx. media (°C)                   | 0.0                                     | -1.0                                    | 1.8                                     | 7.6                                     | 14.0                                    | 18.1                                    | 21.3                                    | 20.7                                    | 16.1                                    | 10.2                                    | 5.4                                     | 2.3                                     | 9.7                                     |
| Temp. media (°C)                        | −1.7                                    | −2.9                                    | -0.5                                    | 4.5                                     | 10.5                                    | 14.9                                    | 18.3                                    | 18.0                                    | 13.8                                    | 8.3                                     | 3.8                                     | 0.8                                     | 7.3                                     |
| Temp. mín. media (°C)                   | −3.6                                    | −4.9                                    | −2.7                                    | 2.1                                     | 7.7                                     | 12.5                                    | 15.6                                    | 15.4                                    | 11.5                                    | 6.4                                     | 2.1                                     | −1.0                                    | 5.1                                     |
| Temp. mín. abs. (°C)                    | -32.4                                   | -30.8                                   | -22.6                                   | -15.7                                   | -2.0                                    | 3.2                                     | 7.1                                     | 6.1                                     | 0.6                                     | -5.5                                    | -14.5                                   | -29.5                                   | -32.4                                   |
| Precipitación total (mm)                | 42                                      | 35                                      | 33                                      | 33                                      | 36                                      | 59                                      | 62                                      | 66                                      | 54                                      | 67                                      | 57                                      | 52                                      | 595                                     |
| Días de lluvias (≥ 1 mm)                | 9                                       | 7                                       | 7                                       | 7                                       | 7                                       | 8                                       | 8                                       | 9                                       | 10                                      | 11                                      | 12                                      | 11                                      | 106                                     |
| Humedad relativa (%)                    | 88                                      | 88                                      | 85                                      | 80                                      | 77                                      | 80                                      | 79                                      | 79                                      | 81                                      | 83                                      | 86                                      | 87                                      | 83                                      |
| Fuente: Riigi Ilmateenistus             |                                         |                                         |                                         |                                         |                                         |                                         |                                         |                                         |                                         |                                         |                                         |                                         |                                         |

## Localidades (población año 2011)
- Lemsi 153
- Linaküla 120
- Rootsiküla 88
- Sääre 126

## Galería

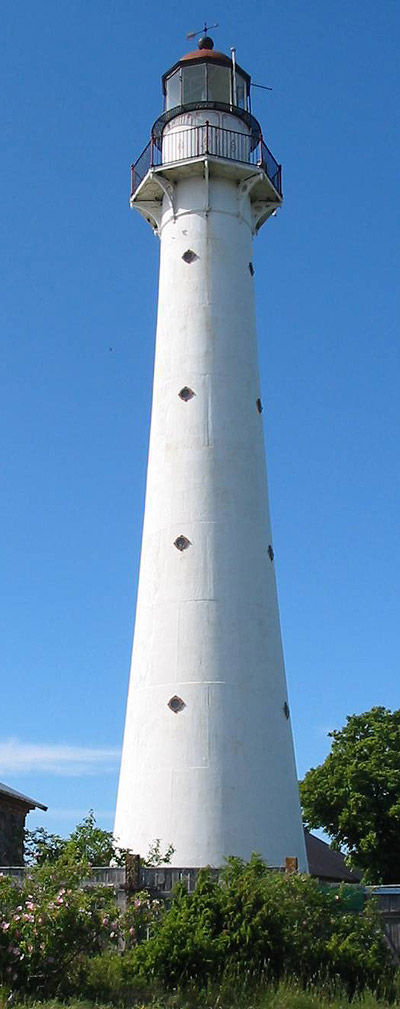
Faro de Kihnu en la colina de Haubjerre.
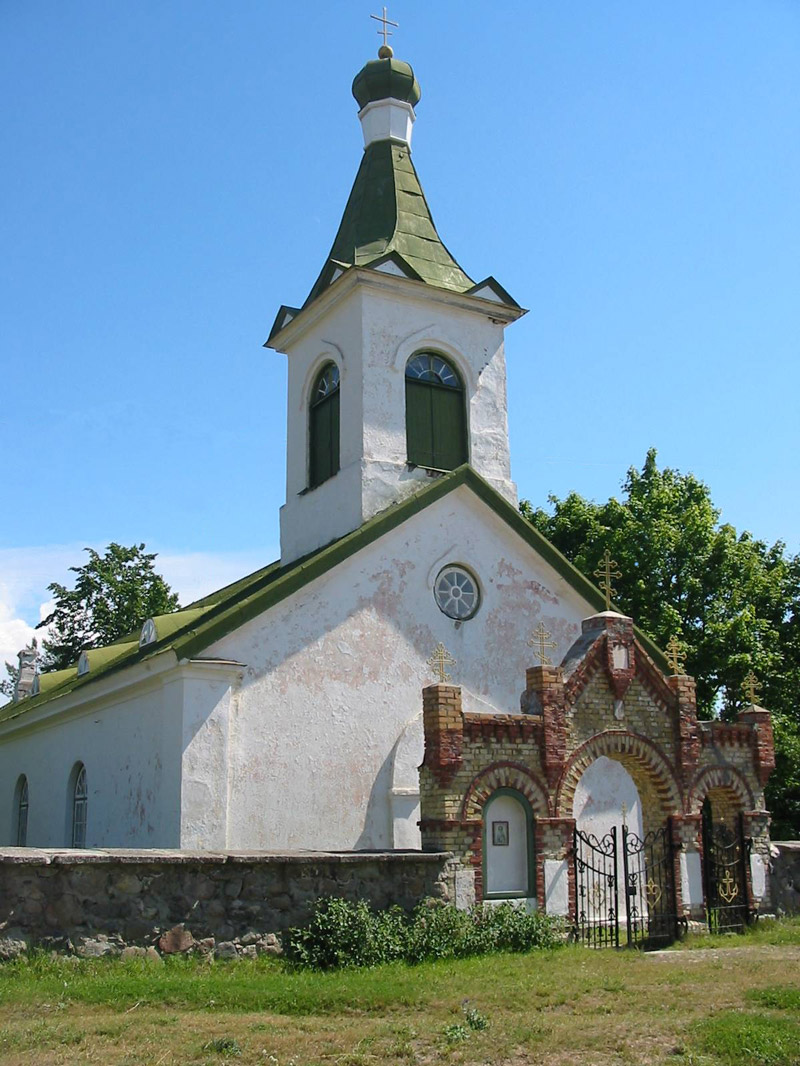
Iglesia de Kihnu.
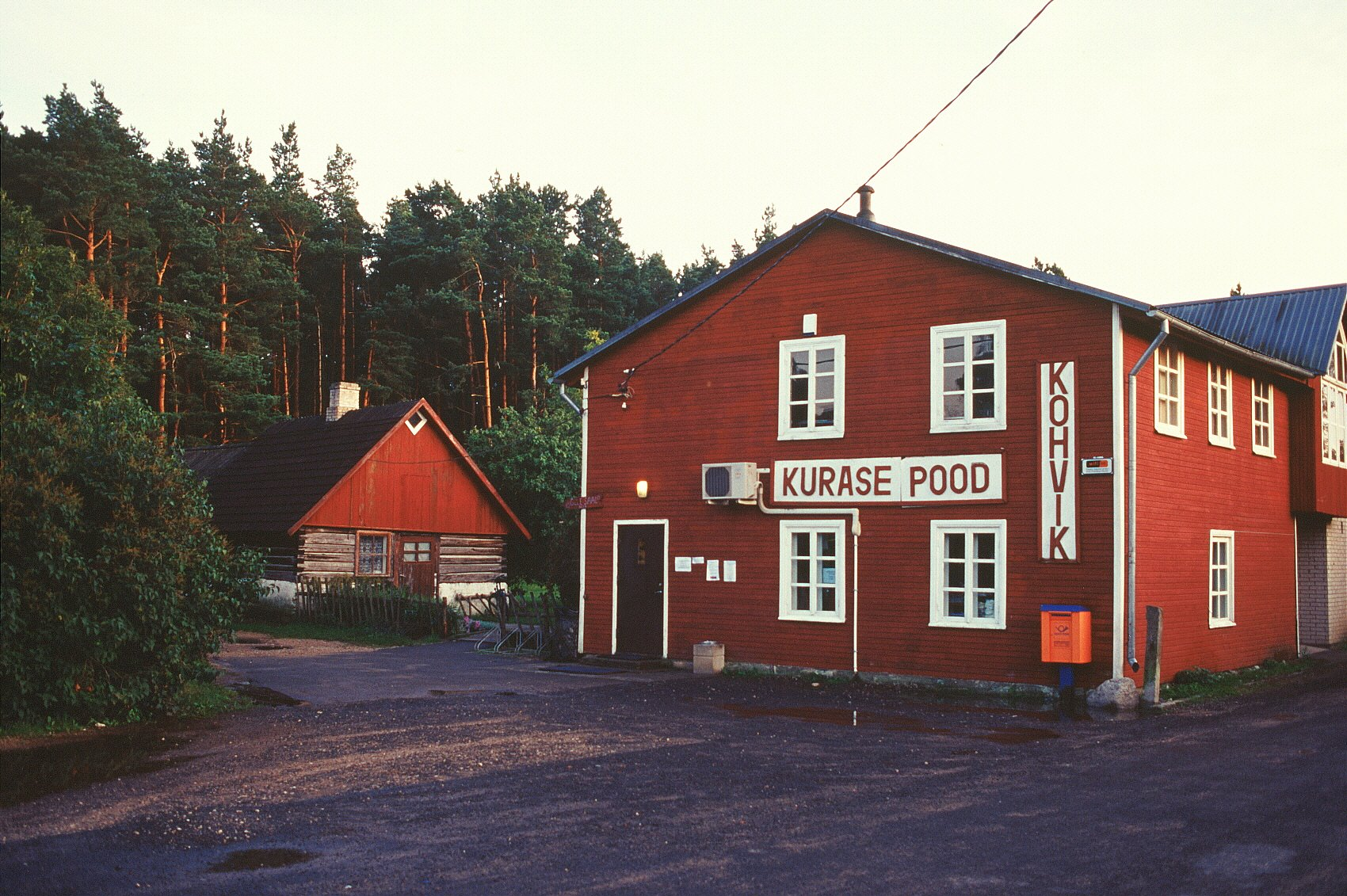
Hostal en Kihnu.
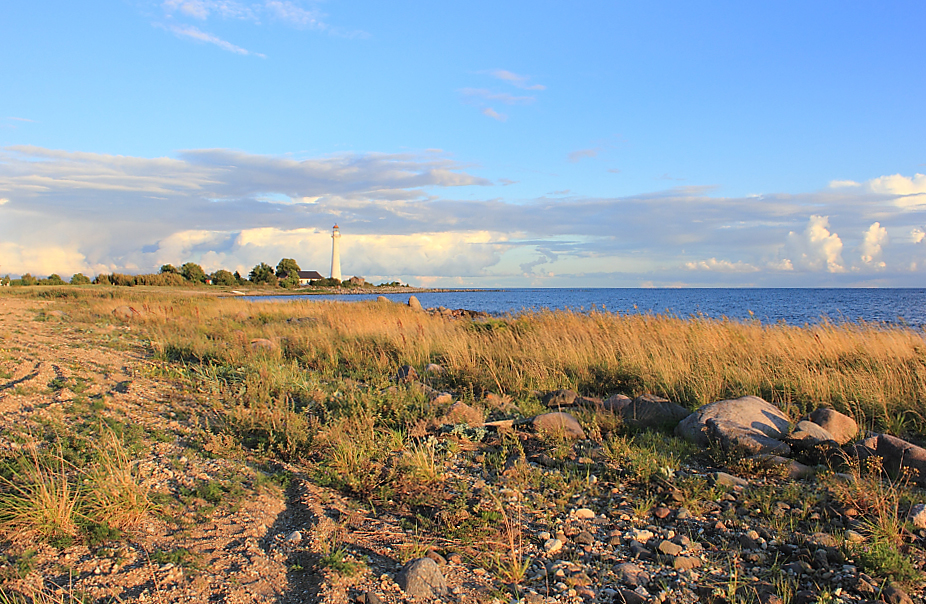
Costa de Kihnu.